# Moshe Marcus
Moshe Marcus (* 12. Mai 1937) ist ein israelischer Mathematiker, der sich mit partiellen Differentialgleichungen und Funktionalanalysis befasst.
Marcus wurde 1964 am Technion in Haifa bei Shmuel Agmon promoviert (The Dirichlet problem in a domain with a degenerate boundary and local behaviour of singular solutions) und war dort bis zu seiner Emeritierung Professor.
Er untersuchte die Rand-Singularitäten elliptischer partieller Differentialgleichungen in Zusammenarbeit mit Laurent Véron.

## Schriften
- mit Victor Mizel: Limiting equations for problems involving long range memory (= Memoirs of the American Mathematical Society. 278). American Mathematical Society, Providence RI 1983, ISBN 0-8218-2278-0.
- als Herausgeber mit Alexander Ioffe, Simeon Reich: Optimization and nonlinear analysis (= Pitman Research Notes in Mathematics Series. 244). Longman Scientific & Technical u. a., Harlow u. a. 1992, ISBN 0-582-08065-7 (Binational Workshop Haifa 1990).